# گوگیتی
گوگیتی (گرجی: გოგიეთი) یک روستا در شهرداری ازورگتی ناحیه گوریا در غرب گرجستان است.